# Tribunal judiciaire de Strasbourg
Le tribunal judiciaire de Strasbourg siège au Palais de Justice situé sur le quai Finkmatt dans le quartier du Tribunal.
En vertu du droit local en Alsace et en Moselle, le tribunal de grande instance a cette particularité de comprendre une chambre commerciale à composition échevinale,.

## Histoire

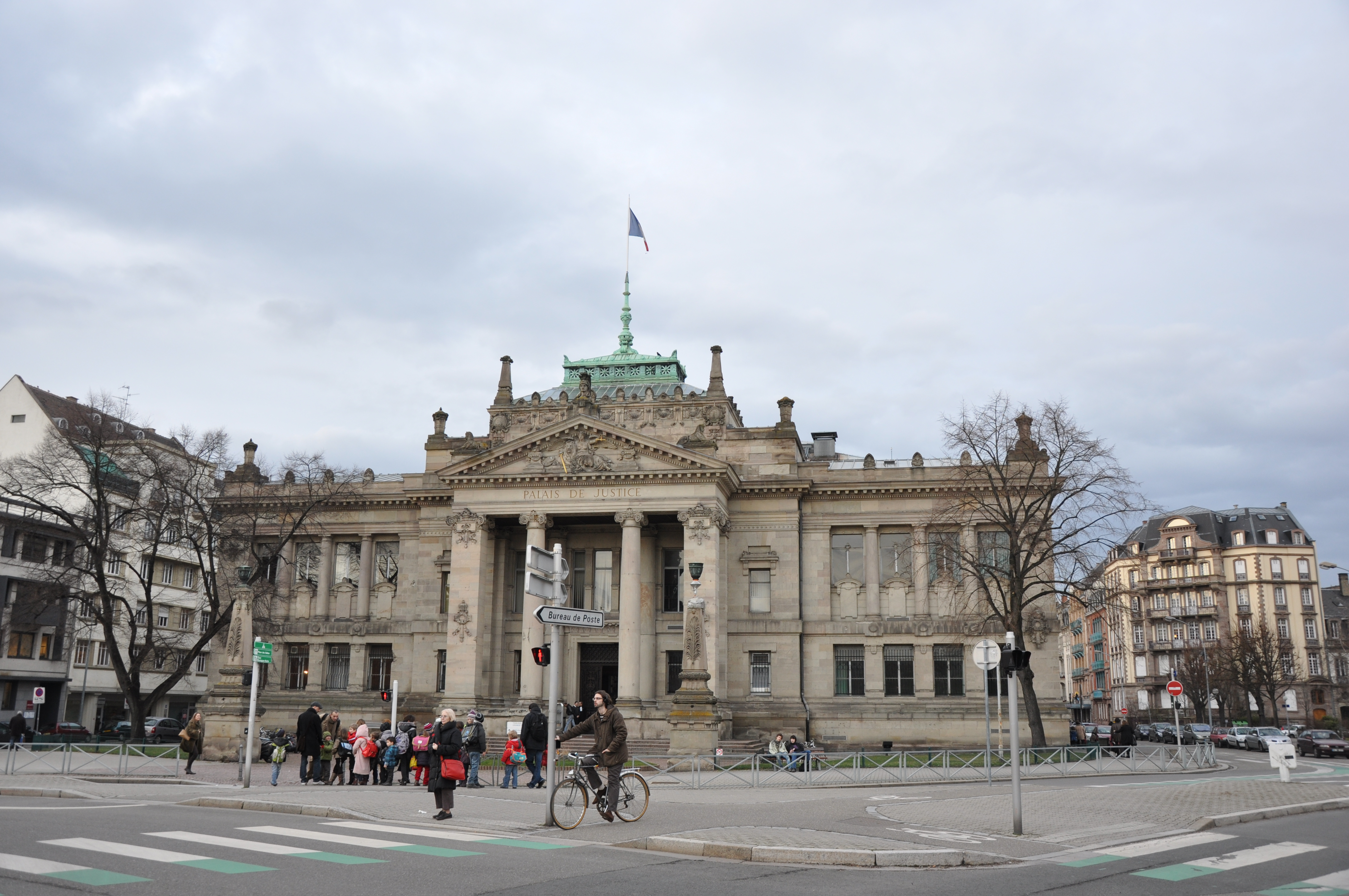
Palais de Justice (Strasbourg)

Le palais de justice hébergeant le tribunal judiciaire est construit de 1893 à 1898 par l'administration allemande qui veut affirmer ainsi le statut de la ville, devenue capitale du Reichsland d'Alsace-Lorraine à la suite de l'annexion de 1871.
Le projet de l'architecte Skjold Neckelmann (dénommé Fiat justicia) est choisi parmi les douze projets proposés. Neckelmann qui est déjà l'auteur de plusieurs édifices de la Neustadt, comme le Théâtre national, la bibliothèque et  l'église Saint-Pierre-le-Jeune à côté du site devant le tribunal.
Le 31 décembre 1894, l'autorisation de construire est accordée. Le chantier est ouvert en janvier 1895, le gros œuvre est achevé à l'été 1897 et les aménagements intérieurs, un an plus tard. Le bâtiment est inauguré le 19 septembre 1898.

Du 13 au 26 février 2017, et après trois ans de travaux de réhabilitation et une installation provisoire dans des préfabriqués situés devant le Palais historique, le tribunal de Grande Instance va re-déménager dans le Palais historique.
En 2018, le tribunal emploie officiellement 155 personnes dont 77 greffiers dont quelques postes sont vacants.